# النیرب
النیرب (به عربی: النیرب) یک منطقهٔ مسکونی در سوریه است که در حلب واقع شده‌است.

## خصوصیات
النیرب ۱۰٬۰۱۸ نفر جمعیت دارد.